# Markiejan Koelyk
Markiejan Zinovijovitsj Koelyk (Oekraïens: Маркіян Зіновійович Кулик) (Lviv, 27 juli 1970) is een Oekraïens jurist en diplomaat. Hij maakte carrière in het Ministerie van Buitenlandse Zaken en als diplomaat bij de Verenigde Naties. Hij was ambassadeur in Roemenië en is sinds 2011 rechter van het Internationale Zeerechttribunaal.

## Levensloop
Koelyk studeerde van 1987 tot 1992 rechten aan het Moskous Staatsinstituut voor Internationale Betrekkingen.
Vanaf zijn eenentwintigste jaar werkte hij voor het Ministerie van Buitenlandse Zaken. Eerst van 1991 tot 1992 in de verdrags- en rechtsafdeling en van 1993 tot 1994 als assistent van de plaatsvervangend Minister van Buitenlandse Zaken. Vanaf 1994 klom hij op in functie tot juridisch adviseur van de permanente vertegenwoordiging van Oekraïne bij de Verenigde Naties in New York en in 1997 werd hij tot 1998 adviseur van Hennady Oedovenko, de toenmalige Oekraïense voorzitter van de Algemene Vergadering van de Verenigde Naties. In 1998 werd hij plaatsvervangend directeur van de verdrags- en rechtsafdeling van het Ministerie van Buitenlandse Zaken. Deze functie hield hij aan tot 2001.
In 2001 werd hij benoemd tot roterend vertegenwoordiger van Oekraïne in de Veiligheidsraad van de Verenigde Naties. Vervolgens was hij vanaf dat jaar tot 2004 plaatsvervangend permanent vertegenwoordiger van Oekraïne bij de Verenigde Naties. Hij werd vervolgens directeur van de afdeling op het ministerie voor de VN en andere internationale organisaties en aansluitend vanaf 2006 onderdirecteur van het directoraat voor buitenlands beleid van het secretariaat van president Viktor Joesjtsjenko.
In 2008 promoveerde hij tot doctor en hetzelfde jaar werd hij benoemd tot ambassadeur van zijn land in Roemenië. Hier bleef hij aan tot hij op 1 oktober 2011 werd benoemd tot rechter van het Internationale Zeerechttribunaal in Den Haag.